# コアトル
コアトル(Couatl)は、テーブルトークRPG『ダンジョンズ&ドラゴンズ』（D&D）に登場する霊獣であり、アステカ神話の神・ケツァルコアトルをモデルとした翼ある大蛇である。コアトルは多くの版において秩序と善を象徴する偉大なる存在とされている。

## 掲載の経緯

### オリジナルD&D(1974-1976)
コアトルはオリジナル・ダンジョンズ&ドラゴンズにおける3作目のサプリメント、『Eldritch Wizardry』(1976、未訳)が初出である。

### AD&D 第1版(1977-1988)
アドバンスト・ダンジョンズ&ドラゴンズ(AD&D)第1版においてコアトルは『Monster Manual』(1977、未訳)に登場。

### AD&D 第2版(1989-1999)
『Monstrous Compendium VolumeⅠ』(1989、邦題『モンスター・コンベンディウムⅠ』)に登場し、『Monstrous Manual』(1993、未訳)に再掲載された。

### D&D 第3版(2000-2002)、D&D 第3.5版(2003-2007)
D&D第3版では『モンスターマニュアル』(2000)に登場し、第3.5版の『モンスターマニュアル』(2003)に再掲載された。
プレイヤー向け信仰魔法のガイドブック、『Complete Divine』(2004、邦題『信仰大全』)にはコアトルを崇めることで、虹色の翼などの能力、魔力を授かるレインボウ・サーヴァント(Rainbow Savent)なる上級クラスが紹介された。
エベロン世界を扱った『Eberron Campaign Setting』(2004、邦題『エベロン・ワールドガイド』)にはエベロンの神話に関わる種族として紹介された。サプリメント、『Secrets of Xen'drik』(2006、邦題『ゼンドリックの秘密』)にはコアトルを崇めるユアンティの支族、シュラスサカール(Shulassakar)が登場した。

### D&D 第4版(2008-)
D&D第4版では『モンスター・マニュアルⅡ』(2009)に以下の個体が登場している。
- コアトルの雲大蛇／Couatl Cloud Serpent
- コアトルの星大蛇／Couatl Star Serpent

第4版でも『Eberron Campaign Guide』(2009、邦題『エベロン・キャンペーン・ガイド』にてコアトルの伝承が紹介された。

### D&D 第5版(2014-)
D&D第5版では、『モンスター・マニュアル』(2014)に登場している。

## D&D以外のテーブルトークRPG

### パスファインダーRPG
パスファインダーRPGにてコアトルは『Bestiary 1』(2009、未訳)に登場している。

### 13th Age
D&D第4版デザイナー、ロブ・ハインソーとジョナサン・トゥイートによるd20システム使用のファンタジーRPG、13th Ageでは、『The 13th Age Bestiary』(2014、未訳)にて、通常の個体に加えて、エルダー・コアトル(Elder Couatl)が登場している。

## 肉体的特徴
一般的なコアトルの体長は直径約12フィート(約3.5m)で、翼を広げると幅は15フィート(約4.5m)、体重は1,800ポンド(約816kg)ほどある。
虹色に光り輝く鳥の翼を有した大蛇の姿をしている。その姿はとても優美で完璧であると形容されている。

## 生態
コアトルはまばゆいばかりの美しさ、卓越した知性と魔力、そして揺るぎない秩序と善を体現した存在として伝説になっている。彼らは地上世界では暖かいジャングルに棲息しているが、時にはエーテル界の海を泳いでいる時もある。ジャングルの原住民はコアトルの知性と美徳を崇めており、コアトルが彼らの恩人になったり、農業や薬を伝来したという神話は数多く伝えられている。コアトルを祀る社を建てる部族もあり、コアトルに敵対する者を最上の悪と見なす。だが、コアトル自身は自らが神と崇められていることには恐縮している。
コアトルは秩序と善の神、あるいはそれに準じた偉大なる存在の従者として、もしくは太古から続く契約や予言に従って活動している。彼らは定命の存在が悪に立ち向かうよう導くことを身上としている。ある村を守る、ある宿命に従っていずれ現れる人物を導くなど特定の役目を負ったコアトルは、基本的にあらゆるクリーチャーと敵対する可能性がある第4版では融通が利かず目的への邪魔者は何人たりとも容赦しない。第4版では“無属性”だが、第2版、3版、そして5版の属性は“秩序にして善”である。
第4版では、コアトルはこの世界に差し込んだ最初の光から生まれた生物だと言われている。神々とプライモーディアル(古代神霊)が世界創世の戦いを繰り広げる中、コアトルもこの戦いで活躍し、この世界や他の次元界に強力な存在を封じたという。現在も、コアトルたちは封印を守るという任務についている。
第5版では世界創世の時代に、今はコアトル以外には忘れられて久しい太古の善なる神の契約を守る守護者、管理者として創られた存在である。多くの契約がコアトル自身の死によって失われたが、現存するコアトルたちは未だに契約の履行を続けるべく守護をしたり、予言が成される時を待って雌伏している。
ほとんどのコアトルは孤独を好み、人里離れた洞窟や空き屋に居を構える。彼らは同じコアトルを広範囲に散らばった一族であると考えており、老いて賢い長老が一族を率いている。だが、滅多なことでコアトルが寄り集まることはない。
コアトルは通常の言語に加え、天上語(神聖な種族の言語)、竜語を話すことができる。だが、コアトルはテレパシー能力によってあらゆる生物と遺志の疎通が行える。また、爬虫類や両生類とも疎通ができる。
第5版ではコアトルは食事を摂る必要がないばかりか、呼吸すら必要ない。他の版やパスファインダーのコアトルは食事の必要があり、2週間に一度はジャングルで狩りをする。彼らはジャングルでは頂点に君臨しており、何者も恐れたりしない。蛇などの爬虫類と同じく肉食だが、悪の人間型生物を食べることでも知られている。狩りよりも知識の収集の方に興味があるコアトルは、食事の提供には喜んで応じる。
大半のコアトルは知識欲が旺盛で、頻繁に探索の旅に出かける。あらゆる姿に変身できるが、常に善のクリーチャーになる。彼らは広範な知識を有しており、もし新しい知識に出会ったら他の個体の元を訪れて知識の共有を行う。
太古の契約を守るべく果てしない時間を生きるコアトルだが、不死ではないので老衰や病気によっていずれは死ぬことを悟る。死期を悟るのはおよそ100年ほど前からであり、現世での務めを果たしたと認めたコアトルは従容と死を受け入れる。未だ目的が果たせていないとしたコアトルは異性のコアトルを探し、跡取りを作るべく交尾活動をする。

コアトルがつがいとなり共同生活を送るのは非常に稀なことで、交尾は100年に1度あるかないかである。その交尾は光と魔力に満ちあふれた舞踊に喩えられ、最後に宝石のような卵が1つ産まれる。コアトルは他の爬虫類と違って共同で子育てを行い、襲撃者からは身を挺して守ろうとする。子供は30年～40年ほどで成育するが、両親はその間にしつけと教育を施し、古の契約を伝承する。長い個体は100年ほど両親と共にするが、いずれは新しい知識を求め巣立っていく。
コアトルは悪の存在への義憤にかられない限り、滅多に攻撃をしかけたりしない。強力な魔術師であるコアトルは多種多様な魔術を駆使する。もし接近戦を挑まれたら、彼らは蛇のようにその長い身体で相手に巻きつき、猛毒の牙による噛みつきをする。コアトルが複数いる場合は、事前に戦術を話し合う。
善の目的で活動している者たちにコアトルは時に助言、助力をすることがある。強欲でないコアトルは財貨を貯め込むことはしないので、援助や謝礼には魔法の宝物を与える。そして特にコアトルのために尽力してくれた者たちに対しては、自らの羽根を授ける。この羽根を魔術の触媒として用いることによって、コアトルの意志に見合った目的であるならば無償で彼らを召喚できる。

## D&D世界でのコアトル

### エベロンでのコアトル
エベロンでは創世記に遡るほどの古代種族であり、エベロン創世神話に登場する3匹の始祖竜の1体・シベイの血から産まれた種族である。シベイは同じ始祖竜にして邪悪なるカイバーに倒され、その血は地上に降り注ぎドラゴンを産み出したが、地上に降る前の天上にあった血からコアトルが誕生したと言われている。カイバーの血肉が産み出したモンスターが支配した“悪魔の時代”においてはゼンドリックの支配者であり、ドラゴンたちと共にコーヴェア、サーロナ両大陸を支配していたデーモン・ロード(デーモンの支配者)やラークシャサの王侯たちと戦った。最終的には種族の多くを犠牲にしながらも、王侯たちの魂を封印することに成功した。現在生き残っている何体かのコアトルは今もラークシャサの封印を守っており、善の英雄たちに神々の力を授ける伝道などの援助をしている。
エベロンで一大勢力を築いているシルヴァー・フレイム教会は、太古にパラディン(聖騎士)ティラ・ミロンと1体のコアトルが邪悪なる者を捕らえるために銀色の火柱となったという伝説から始まった教団である。現在もコーヴィア大陸全土で揺るぎない基盤を持つこの教団は悪の勢力との戦いに心血を注いでいる。神学者の中には教団の象徴となった銀色の炎こそが封印された悪の魂ではないかと主張する者もいるが、聖職者たちは死後の魂が炎と融合することによって救済されると説いている。
コアトルが魔物たちを封じたという伝説は様々な形で伝承され、ゼンドリックでは様々な種族による蛇神信仰を生んでいる。わけてもデーモン荒野に棲むガークシュラのオークたちの教団、ガロク・シャシュの教義はシルヴァー・フレイム教会と驚くほど似ており、これは同一の宗教できないかと考える学者もいる。
『ゼンドリックの秘密』では太古にコアトルと血縁を結んだ“秩序にして善”のユアンティ、シュラスサカールが登場する。彼らはコーヴェア大陸に流れ、タレンタ平原の遺跡都市クレゼントに隠棲している。彼らはコアトル及びシルヴァー・フレイムを信奉している。『City Of Stormreach』(2008、未訳)ではモンスター及びプレイヤー用種族として設定されている。第4版、『エベロン・ワールド・ガイド』にはシャラスサカールの名はなく、クレゼントに棲むユアンティのことのみ言及している。

## コンピュータゲームでのコアトル
元々がケツァルコアトルから派生したモンスターであり、両者は混交している。ここでは神話由来のケツァルコアトルは省いている。
- 『ドラゴンクエストモンスターズ』シリーズ
- 『アルテイル -『ラヴァート』年代記』

GPコアエッジが運営するカードバトルゲーム

## トレーディングカードゲームでのコアトル
- 『モンスター・コレクション』